# La Pyle
 La Pyle  es una población y comuna francesa, en la región de Alta Normandía, departamento de Eure, en el distrito de Bernay y cantón de Amfreville-la-Campagne.

## Demografía
| 68 | 79 | 74 | 118 | 141 | 115 |
| Para los censos de 1962 a 1999 la población legal corresponde a la población sin duplicidades (Fuente: INSEE [Consultar]) |    |    |     |     |     |